# Luceni
Luceni – gmina w Hiszpanii, w prowincji Saragossa, w Aragonii, o powierzchni 27,08 km². W 2011 roku gmina liczyła 1045 mieszkańców.
W miejscowości jest stacja kolejowa Luceni.